# Stadttheater Fürth

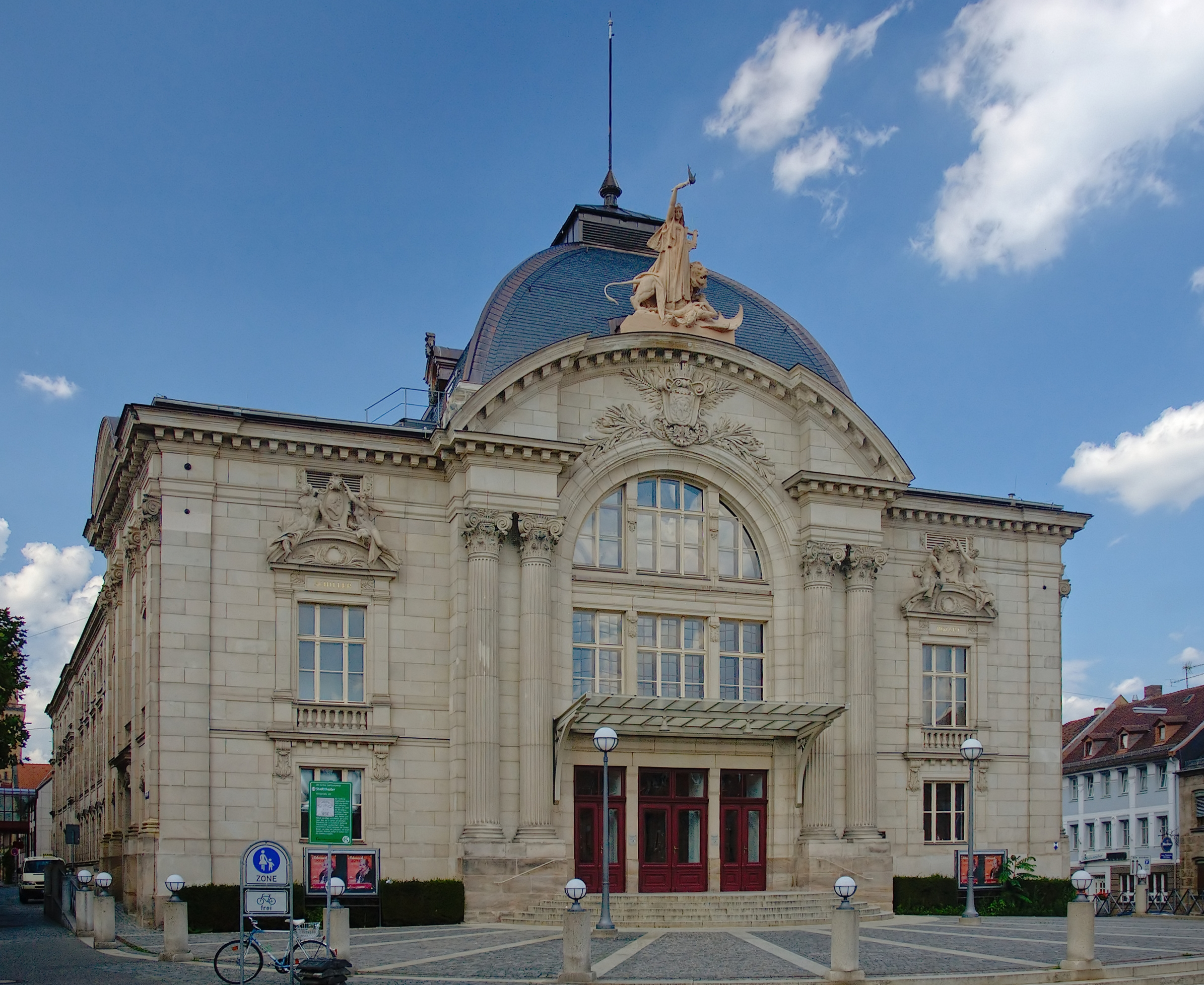
Stadttheater Fürth

Das Stadttheater Fürth steht in der Stadtmitte von Fürth, zwischen Frauenkirche und Rathaus. Es wurde 1901–1902 nach Plänen des Wiener Architektenbüros Fellner & Helmer im neubarocken Stil erbaut. Die Inneneinrichtung folgt dem Stil des Neurokoko.
Die Architekten waren ursprünglich mit den Planungen und Bau eines Schillertheaters in Czernowitz (heute Ukraine) beauftragt. Allerdings wurde der Bau dort wegen Finanzierungsproblemen verschoben. Kurzfristig verwendeten die Architekten die Pläne für das Fürther Theater. 1904 bis 1905 wurde dann auch in Czernowitz der Bau nachgeholt, im Wesentlichen weichen nur die Fassadenmaterialien ab. So stehen in den beiden Städten fast gleiche Theater.

## Vorgeschichte
Es gab in Fürth schon seit 1816 ein festes Theater, einen schmucklosen, klassizistischen Bau, an den heute nur noch der Straßenname „Theaterstraße“ erinnert. Um die Jahrhundertwende entsprach dieses Haus nicht mehr den Brandschutzbestimmungen und war für die stark gewachsene Stadt mittlerweile auch zu klein geworden. Stattdessen sollte ein repräsentativer Bau entstehen. Ein Spendenaufruf des 1898 gegründeten Theaterkomitees sollte die Ausführung des Neubauprojekts unterstützen. Innerhalb einer Woche gingen 283.873 Mark an Spenden der Fürther Bevölkerung ein – eine Summe, die einem Viertel der Baukosten des Neubaus entsprach. Bemerkenswert ist, dass die jüdischen Bürger Fürths, das auch „Fränkisches Jerusalem“ genannt wurde, mit knapp 60 % den Hauptanteil dieser Spenden beisteuerten.

## Das Bildprogramm des Stadttheaters Fürth
Die um die Jahrhundertwende äußerst populären Theaterarchitekten Fellner und Helmer in Wien orientierten sich an der Formensprache der italienischen Renaissance-Architektur und des Barock, wobei an Übertragungen dieser Baustile in der Pariser Architektur um 1900 angeknüpft wurde (z. B. Petit Palais). Sie gestalteten reiche Innendekorationen mit dem Ziel einer vollendeten Raumausnutzung und schufen so in nur 14 Monaten ein einheitliches Kunstwerk. Das Bildprogramm des Theaters weist deutlich auf die Merkmale des Musik- und Sprechtheaters hin: Im Inneren sind die Masken in den Treppenhäusern von Schriftproben und Musikinstrumenten umgeben, und auch im Foyer finden sich bei den Puttendarstellungen Instrumente und ein auf einem Bücherstoß kniender Putto. Die Fassaden schmücken sechs Repräsentanten aus dem Bereich der Musik und des Schauspiels in Form von Bildnismedaillons oder Büsten über den Fenstern. Dabei sind nur Vertreter der deutschsprachigen Kunst gewählt. Mit Wolfgang Amadeus Mozart, Ludwig van Beethoven und Richard Wagner für die Musik, Johann Wolfgang von Goethe, Friedrich Schiller und Gotthold Ephraim Lessing für die Literatur, ist das Theatergebäude zu einem Denkmal der deutschen Sprach- und Musikkunst geworden. Der Giebel wird von einer Kolossalstatue besetzt, einer vielseitig interpretierbaren weiblichen Gestalt mit einer brennenden Fackel, der Lichtbringerin. Zu ihren Füßen eine auf den Rücken gestürzte männliche Figur und hinter ihr ein Löwe. Bei dieser Komposition liegt eine Verbindung zu Orpheus nahe, der durch Gesang und Saitenspiel selbst wilde Tiere bezaubert haben soll.

## „Lauter Edelsteine der Kunst heben“ (1902–1920)
Dieses Versprechen gab der Direktor Hans Reck zum Abschluss der festlichen Eröffnungsvorstellung am 17. September 1902 mit Beethovens „Fidelio“. Mit diesem Werk begann die Geschichte des Fürther Theaters am Hallplatz. Das Theater erwarb sich einen Ruf als Uraufführungsbühne, vor allem für Operettenaufführungen, die teilweise von den Komponisten wie Eduard Künneke oder Paul Lincke selbst dirigiert wurden. In dieser Zeit war die Fürther Bühne für viele Künstler wie Werner Krauss oder Emil Jannings ein Sprungbrett. Der damalige Direktor Reck erwirtschaftete mit 103.800 Mark eine Jahreseinnahme, die mehr als das Dreifache der Jahreseinnahme im alten Haus betrug. Obwohl das Theater städtisches Eigentum war, wurde es in Pacht betrieben: Die Stadt verpachtete das Theatergebäude einschließlich Heizung und elektrischer Beleuchtung. Zudem war das Theater verpflichtet, große Oper, Operette und Schauspiel auf die Bühne zu bringen.

## Aufbruch in die Selbständigkeit (1920–1944)
1920 ging das Stadttheater endgültig in städtische Verwaltung über. 1933 endete der bestehende Theatervertrag zwischen Nürnberg und Fürth; trotz der Möglichkeit einer Verlängerung bei einem geringfügig höheren Zuschuss wollte das Fürther Stadttheater in die Selbständigkeit übergehen, Schauspiel und Operette (300 Operettenaufführungen in den ersten beiden Spieljahren) in eigener Regie inszenieren und Opernaufführungen durch Gastspiele ermöglichen. Willy Seidl, der musikalische Leiter der Nürnberger Operette, wurde Intendant in Fürth, nach 1939 folgen ihm Horst Platen und Günter de Resée.

## Jähes Ende (1944–1952)
Im Herbst 1944 wurde dem Theaterleben und der Fürther Selbständigkeit ein jähes Ende bereitet. Nach 1945 wurde das Stadttheater von den Alliierten beschlagnahmt und zum Kino für US-amerikanische Soldaten umfunktioniert. In diesem Zusammenhang lebte auch die Theatergemeinschaft mit Nürnberg wieder auf und das Stadttheater wurde an zwei Abenden der Woche von Nürnberg aus bespielt.

## Der Neuanfang (1953–1970)
1952 wurde das Fürther Theater von den Alliierten an die Stadt zurückgegeben. Doch dieser Neuanfang mit der Chance, durch eine regelmäßige Bespielung wieder den Anschluss an die Weltliteratur und das Gegenwartstheater zu schaffen, erwies sich als eine schwierige Angelegenheit. Zunehmend stagnierte das allgemeine Theaterinteresse, und die Besucher- und Abonnentenzahlen folgten diesem Trend. Ein weiteres Manko war der Renovierungsbedarf des Hauses. Daher beschloss man 1965, in den nächsten Jahren eine Sanierung in Angriff zu nehmen, um Bausicherheit und Brandschutz zu gewährleisten sowie fehlende sicherheitstechnische Anlagen zu installieren. Ende 1969 war endlich Baubeginn. In den nächsten 18 Monaten wurde das komplette Haus für rund 7,7 Millionen DM generalsaniert, die baulichen und technischen Mängel behoben. Das Zuschauerhaus erstrahlte danach in altem neuen Glanz.

## Wiedereröffnung unter der Leitung von Kraft-Alexander zu Hohenlohe-Oehringen (1970–1990)
Am 31. August 1970 endete der Theatervertrag zwischen Nürnberg und Fürth. Durch einen höheren Zuschuss von Fürth wäre eine Vertragserneuerung denkbar gewesen, aber auch diesmal entschied sich Fürth für einen eigenen Weg. Die Theaterkrise dieser Zeit sollte durch die Organisationsform des selbständigen Gastspielbetriebs überwunden werden. Nach dem umfangreichen Umbau wurde am 14. Januar 1973 das Stadttheater mit der Komödie „Professor Bernardi“ von Arthur Schnitzler, einem Gastspiel des Bayerischen Staatsschauspiels, wiedereröffnet. Das Theater konnte sich unter der Intendanz von Kraft-Alexander zu Hohenlohe-Oehringen (von 1972 bis 1990) als eigene Fürther Spielstätte etablieren. Vor allem internationale Gastspiele, wie die der Scottish Opera Glasgow, der Warschauer Nationaloper oder des Prager Nationaltheaters trugen dazu bei. In dieser Zeit galt das Fürther Stadttheater hauptsächlich als Begegnungsstätte mit osteuropäischen Musiktheatern.

## Das Drei-Stufen-Modell (1990 bis heute)
Seit 1990 leitet Werner Müller als Intendant das Stadttheater. Er entwickelte das sogenannte Drei-Stufen-Modell, welches das Theater vom Gastspielbetrieb über Koproduktionen – zumeist mit freien Gruppen und Ensembles – bis hin zu regelmäßigen Eigenproduktionen führen sollte.
In den ersten Spielzeiten fand eine Konzentration des Gastspielbetriebs auf Inszenierungen wichtiger Staats- und Stadttheater statt. Überdies wurde das Fürther Theater im Lauf der Jahre als Tournee-Bühne für internationale Tanzcompagnien etabliert – wie das Göteborg Ballett, das Nederlands Dans Theater oder Elisa Monte Dance aus New York.
In den folgenden Jahren stand die Realisierung der zweiten Stufe auf dem Programm, die Koproduktionen mit anderen Theatern. Hierbei orientiert man sich zunächst an der Zusammenarbeit mit innovativen, regionalen Theatern, wie dem CZ-Tanztheater von Jutta Czurda oder der Pocket Opera Company aus Nürnberg. Im Kinder- und Jugendtheaterbereich waren die Kooperationspartner das Theater Mummpitz und das Theater Pfütze. Es folgten Koproduktionen mit Theatern wie dem Theater an der Ruhr von Roberto Ciulli und der Baracke des Deutschen Theaters in Berlin.
1994 ging man mit Eigenproduktionen an die Realisierung der dritten Stufe. Im September 1994 hatte mit „Biedermann und die Brandstifter“ unter der Regie von Werner Müller die erste Eigenproduktion Premiere. Statt auf ein festes Ensemble greift das Stadttheater Fürth auf einen Stamm von ca. 60 Mitarbeitern im künstlerischen Bereich zurück, mit dem die Eigenproduktionen kontinuierlich ausgebaut werden, so dass mittlerweile pro Saison circa zehn bis zwölf Inszenierungen auf die Bühnen gebracht werden können. Die Eigenproduktionen aus allen Sparten greifen regelmäßig Themen Fürther Geschichte und Fürther Gegenwart auf. Am 1. Februar 1997 wurde das Stadttheater Fürth in den Deutschen Bühnenverein aufgenommen.
Für die Produktion „Die Ware Liebe oder Das ist der Mond über Soho“ mit Jutta Czurda erhielt das Stadttheater Fürth 1998 den Bayerischen Theaterpreis. Im Jahr 2003 feierte das Stadttheater Fürth das 100-jährige Jubiläum, einhergehend mit dem Abschluss einer neuerlichen umfangreichen Sanierung. Seit 2004 bespielt das Stadttheater Fürth auch die Bühne des früheren Schlachthofs, jetzt Kulturforum Fürth. 2005 wurde der Fürther Theater-Jugendclub am Stadttheater etabliert, der 2010 den Kulturförderpreis der Stadt Fürth und 2011 den IHK-Kulturpreis der mittelfränkischen Wirtschaft erhielt.
2007 war Fürth im Rahmen des 1000-jährigen Stadtjubiläums erstmals Gastgeber der 25. Bayerischen Theatertage. Im gleichen Jahr wurden in der Fürther Uferstadt eine Probebühne, Fundus und Werkstätten mit insgesamt 1900 m² eingeweiht. Die Bühne entspricht in Größe und technischer Ausstattung der Bühne des großen Hauses, so dass die Endprobenzeiten sehr kurz gehalten werden können.
2012 würdigten die Friedrich-Baur-Stiftung und die Bayerische Akademie der Schönen Künste die Arbeit des Stadttheaters Fürth mit dem „Friedrich-Baur-Preis für darstellende Kunst“.
2014 stellte die Etablierung des KULT-Ensembles einen Meilenstein in der Geschichte des Hauses dar: Am Stadttheater gab es erstmals seit 70 Jahren wieder ein eigenes Ensemble mit fünf Schauspielern und einem künstlerischen Leiter. Gleichzeitig entstand die neue Sparte KULT in der Eigenproduktionen und Koproduktionen für ein junges Publikum produziert werden.
Im selben Jahr wurde die Bürgerbühne eingerichtet. Bei der Bürgerbühne produzieren Bürger unter professionellen Bedingungen und professioneller Anleitung Theater. So wirkt das Bürgertheater am Stadttheater in die Stadt hinein. Über alle sozialen Unterschiede und Altersgrenzen hinweg. Mit allen Formen der darstellenden Kunst. Die Bürgerbühne umfasst den „Kids Club“ (9–12 Jahre), den „Theater Jugend Club“ (16–20 Jahre), das „Junge Ensemble“ und das Community-Projekt „Brückenbau“.
Pro Jahr werden rund 250 Vorstellungen in den Spielstätten des Stadttheaters für weit über 100.000 Zuschauer realisiert. Das entspricht einer seit Jahren stabilen durchschnittlichen Auslastung der Plätze von rund 90 %.
Wie in keinem anderen Theater verkörpert das Personal die lange Tradition von Theaterbesuchen in Fürth. Seit Mitte der 1970er Jahre sind die Dienstleistenden des Empfangsdienstes ausschließlich aktuelle oder ehemalige Schüler des Heinrich-Schliemann-Gymnasiums, das auf der anderen Seite der Königstraße liegt.

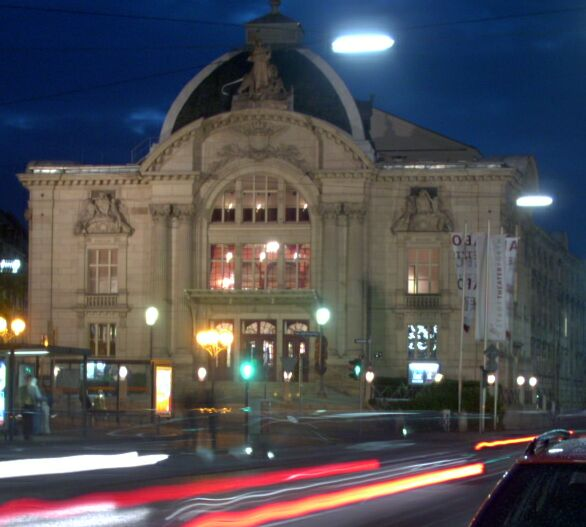
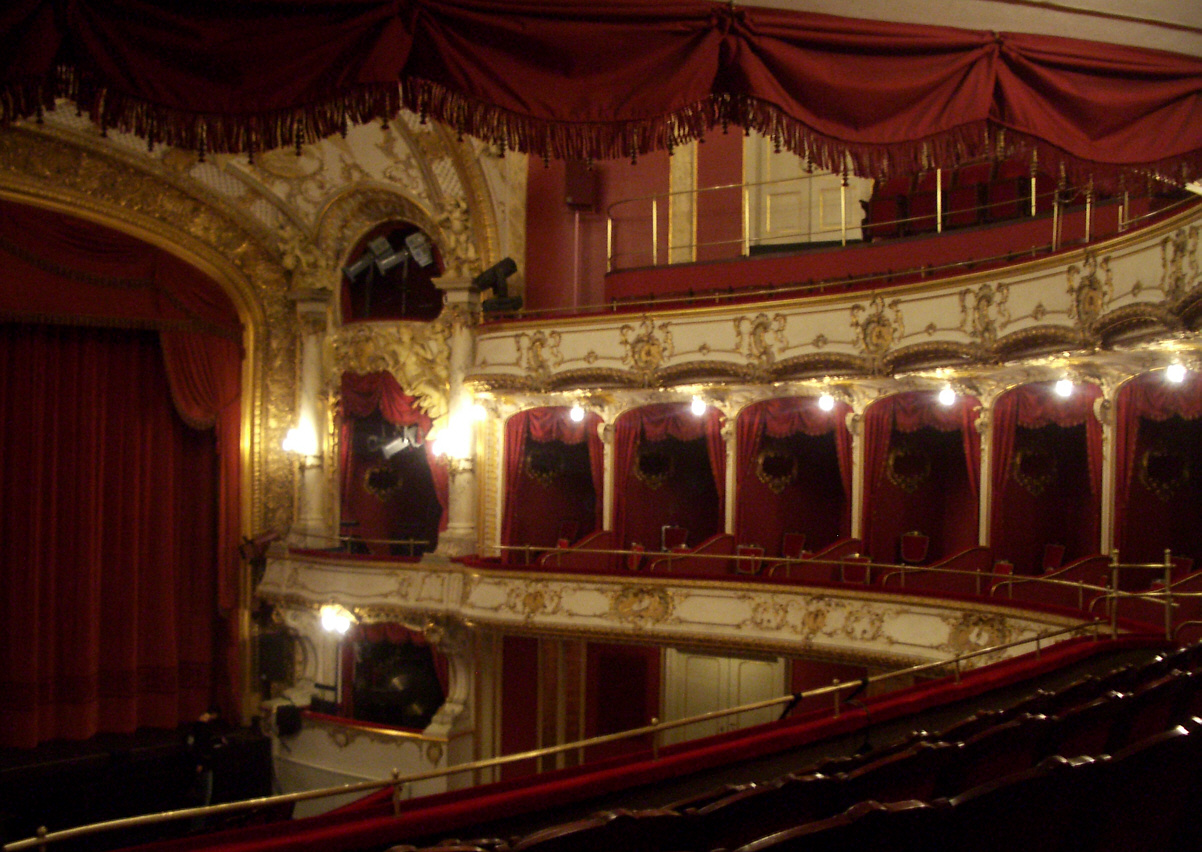
Zuschauerraum
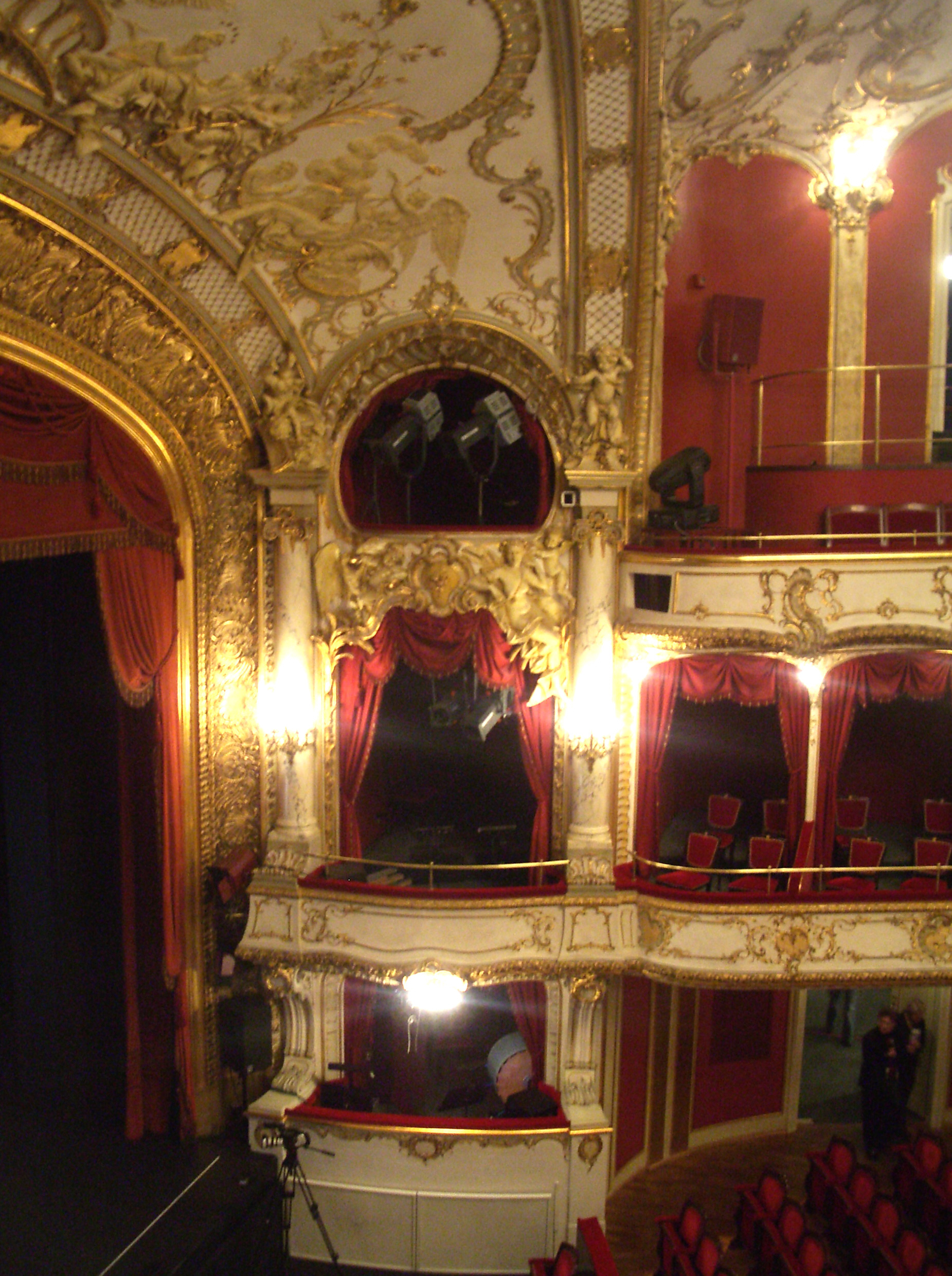
Proszenium
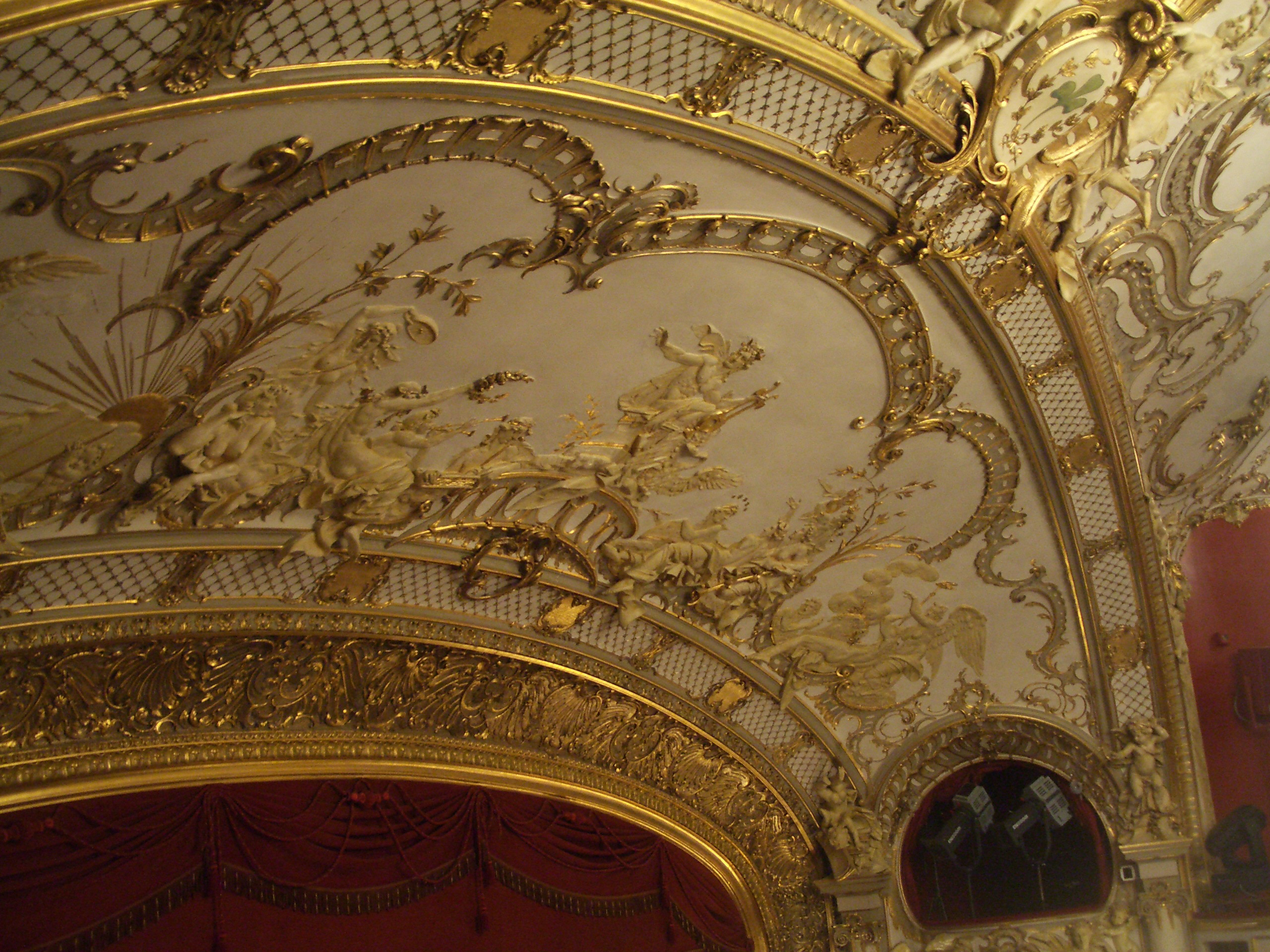
Bühnenportal

Im November 2022 wurde bekannt, dass die Intendanz nach 33 Jahren der Theaterleitung durch Werner Müller an die gelernte Dramaturgin, Theaterwissenschaftlerin und Kulturmanagerin Silvia Stolz übergeht. Sie hat ihr Amt im November 2023 angetreten.

## Belege
1. ↑  Stadttheater Fürth: Silvia Stolz wird Intendantin, nachtkritik.de vom 8. November 2022, abgerufen am 9. November 2022

Koordinaten: 49° 28′ 31,4″ N, 10° 59′ 29,2″ O